# Autorización real

Insignia del Príncipe de Gales.

Una autorización real es una concesión hecha por los miembros más altos de una Familia Real a las compañías que proveen de mercancía y servicios a los individuos de la familia. La orden le permite al proveedor anunciar el hecho de que proveen a la familia real, prestando esta distinción al proveedor.